# Homodes
Homodes é um gênero de traça pertencente à família Arctiidae.